# Tormento (film 1931)
Tormento (Die Nacht der Entscheidung) è un film del 1931, diretto da Dimitri Buchowetzki.